# Jérôme De Pauw
Jérôme De Pauw (Loppem, 6 augustus 1882 - Brugge, 1 december 1975) was een Belgisch kunstschilder, gerekend onder de zogenaamde Brugse School.

## Levensloop
De Pauw was een zoon van Remi De Pauw (°1840) en van Marie De Smet (1855-1929). Zijn vader was onderwijzer, koster en orgelist. Jérôme behaalde het diploma van onderwijzer en van koster en kerkzanger-orgelist aan de normaalschool in Torhout. 
Na een korte periode als onderwijzer in de Sint-Pietersschool in Blankenberge, werd hij in 1910 technisch tekenaar bij de provinciale dienst Bruggen en Wegen bij het Ministerie van Openbare Werken.
In 1911 trouwde hij met Esther Maes (Blankenberge, 1888 - Brugge, 1960) en ze kregen vijf kinderen.
In 1914 week hij uit naar Engeland en werd vrijwilliger in het Belgisch leger. Van 1916 tot 1919 behoorde hij tot het veldleger van grenadiers in Noord-Frankrijk. 
Hij hernam het studeren in 1920 aan de Brugse kunstacademie. Zonder aan zijn beroep te verzaken, werd hij een actieve kunstschilder, die zich vooral liet inspireren door het landschap rond Brugge en door het polderlandschap. Daarnaast schilderde hij ook stadsgezichten, stillevens en bloemstukken.
Hij werd lid van de Westvlaamse Kunstkring met wie hij aan talrijke tentoonstellingen deelnam, hoofdzakelijk in West-Vlaanderen.
Hij nam aan ongeveer vijftig tentoonstellingen deel tussen 1926 en 1956. Dit leverde hem een trouw cliënteel op, dat zijn sfeervolle en poëtische landschappen in zachte kleuren apprecieerde.